# 内务人民委员会第00593号命令
内务人民委员会第00593号命令又称哈尔滨命令（俄语：Харбинский приказ），1937年9月20日由尼古拉·叶若夫签发。该命令规定了针对曾定居在中国東清鐵路附近的哈尔滨白俄的逮捕程序。

## 背景
東清鐵路建于1897-1903年间。日俄战争过后，俄国将铁路南段割让给日本，日方以前俄罗斯铁路为基础，建设了南滿洲鐵道。
1920年代时约有12万俄国公民生活在满洲。当时哈尔滨市人口的64.5%，即43500人，都是俄国人。
1930年代，苏联政府将中东路出售给满洲国，越来越多的俄国人从满洲北部移居至苏联，单是在1935年一年里，就有约19570名居民离开满洲，进入苏联。

## 第00593号命令
至1935年，内务人民委员会已开始大力逮捕返回苏联的前哈尔滨俄国居民。尼古拉·叶若夫在逮捕、处决哈尔滨白俄的命令中称，25000名已知的哈尔滨白俄中的绝大多数都是前俄国白军人员、“流亡间谍法西斯组织”、前沙俄警察等等，这些人均为日本情报机关效力。
内务人民委员会將大部分哈尔滨白俄分成十三類人群，所有被劃入十三類人群的哈尔滨白俄都将被逮捕，逮捕期限为1937年10月1日至12月25日。而沒有被划入十三類人群的人则将被马上革除一切与运输和工业相关的职务。
苏联情报部门对回国，进入沃罗涅日州的哈尔滨白俄移民展开调查，后得出结论，在所调查的2500人中，有248人是前俄国白军人员或情报机构人员，有108人是海外政治组织成员。 
12月25日的期限到了之后，行动还在继续。
根据国际人权组织纪念收集的数据，共有48133名哈尔滨俄裔人遭到镇压，其中有30992人被枪决。